# Brus
Brus (srpski: Брус) je grad i središte istoimene općine u Rasinskom okrugu u Srbiji. 
Po popisu iz 2002., grad je imao 4.653, a općina 18.764 stanovnika.